# التقسيم الإداري في سيراليون
تنقسم سيراليون إدارياً كما يلي :
- المستوى الأول:
  - 4 محافظات .
  - 1 منطقة واحدة.
- المستوى الثاني:
  - 16 ضاحية.
- المستوى الثالث:
  - 190 مشيخات سيراليون.

خريطة محافظات سيراليون الأربع والمنطقة الواحدة

تنقسم سيراليون إلى محافظات ، ضواحي ، مشيخات.

## المحافظات

ضواحي سيراليون

تنقسم سيراليون إلى 4 محافظات ومنطقة غربية مخصص للعاصمة فريتاون.
- المحافظة الشرقية
- المحافظة الشمالية
- المحافظة الشمالية الغربية
- المحافظة الجنوبية
- المنطقة الغربية

## الضواحي
تنقسم ضواحي سيراليون إلى 16 ضاحية. 14 من هذه الضواحي تعتبر نائية وتنقسم العاصمة إلى ضاحيتين. يقود هذه الضواحي قائد ويحتل كرسي في برلمان سيراليون.

## المشيخات

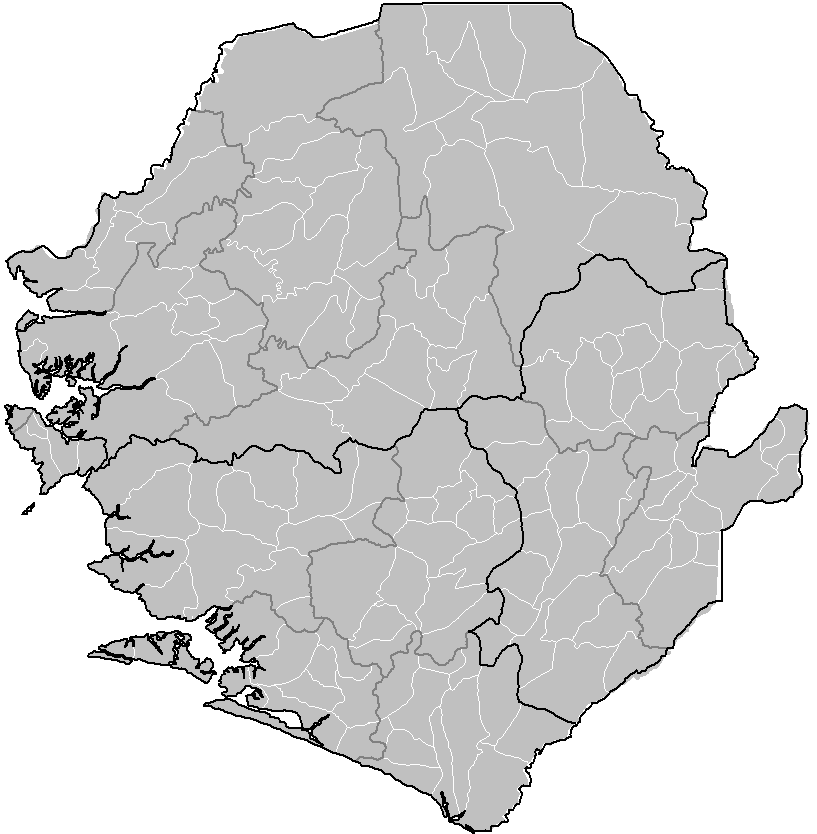
مشيخات سيراليون

تنقسم سيراليون إلى 190 مشيخة. وهذه المشيخات هي وراثية و هي الوحدة القبلية للحكومة المحلية . أشرف البنك الدولي على إنشاء مجالس منتخبة في عام 2004 م .
المشيخة تملك حق «رفع الضرائب و التحكم في النظام القضائي و توزيع الأراضي و هو أهم المصادر في المناطق النائية.»